# هاري جيبس (قاضي)
هاري جيبس (بالإنجليزية: Harry Gibbs)‏ هو قاضي أسترالي، ولد في 7 فبراير 1917 في سيدني في أستراليا، وتوفي بنفس المكان في 25 يونيو 2005.